# Boksen op de Olympische Zomerspelen 2000
Boksen is een van de sporten die beoefend werden tijdens de Olympische Zomerspelen 2000 in Sydney.

## Mannen
Uitslagen per gewichtsklasse: 

### lichtvlieggewicht (tot 48 kg)
| rang   | sporter                | land |
| ------ | ---------------------- | ---- |
| Goud   | Brahim Asloum          | FRA  |
| Zilver | Rafael Lozano Muñoz    | ESP  |
| Brons  | Maikro Romero          | CUB  |
| Brons  | Kim Un Chol            | PRK  |
| 5      | Kim Ki-suk             | KOR  |
| 5      | Suleiman Wanjau Bilali | KEN  |
| 5      | Valeri Sidorenko       | UKR  |
| 5      | Ivan Stapovič          | LTU  |

### vlieggewicht (tot 51 kg)
| rang   | sporter             | land |
| ------ | ------------------- | ---- |
| Goud   | Wijan Ponlid        | THA  |
| Zilver | Boelat Dzjoemadilov | KAZ  |
| Brons  | Jérôme Thomas       | FRA  |
| Brons  | Vladimir Sidorenko  | UKR  |
| 5      | Manuel Mantilla     | CUB  |
| 5      | Vic Darchinyan      | ARM  |
| 5      | Andrzej Rżany       | POL  |
| 5      | Jose Navarro        | USA  |

### bantamgewicht (tot 54 kg)
| rang   | sporter                    | land |
| ------ | -------------------------- | ---- |
| Goud   | Guillermo Rigondeaux Ortiz | CUB  |
| Zilver | Raimkoel Malachbekov       | RUS  |
| Brons  | Sergej Daniltsjenko        | UKR  |
| Brons  | Clarence Vinson            | USA  |
| 5      | Agasi Agagüloğlu           | TUR  |
| 5      | Alisjer Rachimov           | UZB  |
| 5      | Crinu Olteanu              | ROU  |
| 5      | Justin Kane                | AUS  |

### vedergewicht (tot 57 kg)
| rang   | sporter               | land |
| ------ | --------------------- | ---- |
| Goud   | Bekzat Sattarchanov   | KAZ  |
| Zilver | Ricardo Juarez        | USA  |
| Brons  | Tahar Tamsamani       | MAR  |
| Brons  | Kamil Dzjamaloetdinov | RUS  |
| 5      | Ramazan Palyani       | TUR  |
| 5      | Somluck Kamsing       | THA  |
| 5      | Israel Héctor Perez   | ARG  |
| 5      | Yosvany Aguilera      | CUB  |

### lichtgewicht (tot 60 kg)
| rang   | sporter              | land |
| ------ | -------------------- | ---- |
| Goud   | Mario Kindelán       | CUB  |
| Zilver | Andriy Kotelnik      | UKR  |
| Brons  | Cristián Bejarano    | MEX  |
| Brons  | Alexandr Maletin     | RUS  |
| 5      | Tigran Ouzlian       | GRE  |
| 5      | Noerzjan Karimzjanov | KAZ  |
| 5      | Selim Palyani        | TUR  |
| 5      | Almazbek Raimkoelov  | KGZ  |

### halfweltergewicht (tot 63.5 kg)
| rang   | sporter                     | land |
| ------ | --------------------------- | ---- |
| Goud   | Moechammadkadyr Abdoellajev | UZB  |
| Zilver | Ricardo Williams            | USA  |
| Brons  | Mohamed Allalou             | ALG  |
| Brons  | Diógenes Luna               | CUB  |
| 5      | Sergej Boekovski            | BLR  |
| 5      | Alexandr Leonov             | RUS  |
| 5      | Sven Paris                  | ITA  |
| 5      | Saleh Abdelbary Maksoud     | EGY  |

### weltergewicht (tot 67 kg)
| rang   | sporter              | land |
| ------ | -------------------- | ---- |
| Goud   | Oleg Saitov          | RUS  |
| Zilver | Sergej Dotsenko      | UKR  |
| Brons  | Vitalie Gruşac       | MDA  |
| Brons  | Dorel Simion         | ROU  |
| 5      | Roeslan Chairov      | AZE  |
| 5      | Danijar Moeneitbasov | KAZ  |
| 5      | Steven Küchler       | GER  |
| 5      | Bülent Ulusoy        | TUR  |

### halfmiddengewicht (tot 71 kg)
| rang   | sporter               | land |
| ------ | --------------------- | ---- |
| Goud   | Jermachan Ibraimov    | KAZ  |
| Zilver | Marian Simion         | ROU  |
| Brons  | Pornchai Thongburan   | THA  |
| Brons  | Jermain Taylor        | USA  |
| 5      | Juan Hernández Sierra | CUB  |
| 5      | Frédéric Esther       | FRA  |
| 5      | Adnan Ćatić           | GER  |
| 5      | Mohamed Hikal         | EGY  |

### middengewicht (tot 75 kg)
| rang   | sporter               | land |
| ------ | --------------------- | ---- |
| Goud   | Jorge Gutiérrez       | CUB  |
| Zilver | Gaidarbek Gaidarbekov | RUS  |
| Brons  | Voegar Alekperov      | AZE  |
| Brons  | Zsolt Erdei           | HUN  |
| 5      | Adrian Diaconu        | ROU  |
| 5      | Jeff Lacy             | USA  |
| 5      | Akın Kakauridze       | TUR  |
| 5      | Aleksandr Zoebrichin  | UKR  |

### halfzwaargewicht (tot 81 kg)
| rang   | sporter            | land |
| ------ | ------------------ | ---- |
| Goud   | Aleksandr Lebzjak  | RUS  |
| Zilver | Rudolf Kraj        | CZE  |
| Brons  | Andrij Fedtsjoek   | UKR  |
| Brons  | Sergej Michajlov   | UZB  |
| 5      | John Dovi          | FRA  |
| 5      | Jegbefumere Albert | NGR  |
| 5      | Olzjas Orazalijev  | KAZ  |
| 5      | Gurcharan Singh    | IND  |

### zwaargewicht (tot 91 kg)
| rang   | sporter              | land |
| ------ | -------------------- | ---- |
| Goud   | Félix Savón          | CUB  |
| Zilver | Soeltan Ibragimov    | RUS  |
| Brons  | Vladimir Tsjantoeria | GEO  |
| Brons  | Sebastian Köber      | GER  |
| 5      | Michael Bennett      | USA  |
| 5      | Jackson Chanet       | FRA  |
| 5      | Mark Simmons         | CAN  |
| 5      | Roeslan Sjagajev     | UZB  |

### superzwaargewicht (boven 91 kg)
| rang   | sporter                 | land |
| ------ | ----------------------- | ---- |
| Goud   | Audley Harrison         | GBR  |
| Zilver | Moechtarchan Dildabekow | KAZ  |
| Brons  | Roestam Saidov          | UZB  |
| Brons  | Paolo Vidoz             | ITA  |
| 5      | Alexis Rubalcaba        | CUB  |
| 5      | Art Binkowski           | CAN  |
| 5      | Samuel Peter            | NGR  |
| 5      | Aleksej Mazikin         | UKR  |

## Medaillespiegel
| rang   | land             | goud | zilver | brons | totaal |
| ------ | ---------------- | ---- | ------ | ----- | ------ |
| 1      | Cuba             | 4    | 0      | 2     | 6      |
| 2      | Rusland          | 2    | 3      | 2     | 7      |
| 3      | Kazachstan       | 2    | 2      | 0     | 4      |
| 4      | Oezbekistan      | 1    | 0      | 2     | 3      |
| 5      | Frankrijk        | 1    | 0      | 1     | 2      |
| 5      | Thailand         | 1    | 0      | 1     | 2      |
| 7      | Groot-Brittannië | 1    | 0      | 0     | 1      |
| 8      | Oekraïne         | 0    | 2      | 3     | 5      |
| 9      | Verenigde Staten | 0    | 2      | 2     | 4      |
| 10     | Roemenië         | 0    | 1      | 1     | 2      |
| 11     | Spanje           | 0    | 1      | 0     | 1      |
| 11     | Tsjechië         | 0    | 1      | 0     | 1      |
| 13     | Algerije         | 0    | 0      | 1     | 1      |
| 13     | Azerbeidzjan     | 0    | 0      | 1     | 1      |
| 13     | Duitsland        | 0    | 0      | 1     | 1      |
| 13     | Georgië          | 0    | 0      | 1     | 1      |
| 13     | Hongarije        | 0    | 0      | 1     | 1      |
| 13     | Italië           | 0    | 0      | 1     | 1      |
| 13     | Marokko          | 0    | 0      | 1     | 1      |
| 13     | Mexico           | 0    | 0      | 1     | 1      |
| 13     | Moldavië         | 0    | 0      | 1     | 1      |
| 13     | Noord-Korea      | 0    | 0      | 1     | 1      |
| totaal | totaal           | 12   | 12     | 24    | 48     |